# We Don't Need to Whisper
We Don't Need to Whisper är den amerikanska gruppen Angels & Airwaves första album. Det släpptes år 2006.

## Låtlista
1. "Valkyrie Missile" - 6:39
2. "Distraction" - 5:36
3. "Do It for Me Now" - 4:33
4. "The Adventure" - 5:12
5. "A Little's Enough" - 4:45
6. "The War" - 5:07
7. "The Gift" - 5:02
8. "It Hurts" - 4:14
9. "Good Day" - 4:30
10. "Start the Machine" - 4:10